# Lymantes
Lymantes är ett släkte av skalbaggar. Lymantes ingår i familjen vivlar.
Kladogram enligt Catalogue of Life:
| Lymantes | \| \| Lymantes scrobicollis \| \| \| \| |
|          | \| \| Lymantes scrobicollis \| \| \| \| |
|          | Lymantes scrobicollis                   |
|          |                                         |